# 希爾迪斯里登
希爾迪斯里登是瑞士的城鎮，位於該國中部，由琉森州負責管轄，面積7.05平方公里，八成土地是農業用地，海拔高度685米，2011年人口1,921，人口密度每平方公里272人。